# كارل آدم (ملاكم)
كارل آدم (2 مايو 1912 في ألمانيا - 18 يونيو 1976 في ألمانيا) (بالألمانية: Karl Adam)‏ هو مدرب تجديف وملاكم ألماني.

## روابط خارجية
- كارل آدم على موقع الاتحاد الدولي للتجديف (الإنجليزية)